# Wけんじ
Wけんじ（ダブルけんじ）は、東けんじ、宮城けんじによる日本の漫才コンビ。1961年結成。
通称「ダブケン」。師匠は東京漫才の始祖といわれる「東喜代駒・駒千代」。1960年代を中心に活躍し、1999年の東の逝去に伴い事実上のコンビ解散となった。

## メンバー
- 東けんじ（あずま けんじ、1923年12月17日 - 1999年1月7日）

本名は大谷健二（おおたに けんじ）。栃木県宇都宮市出身。ネタ作り担当。 1999年（平成11年）1月7日に肝不全のため死去。75歳没。
- 宮城けんじ（みやぎ けんじ、1924年8月20日 - 2005年10月19日）

本名は寺島文雄（てらしま ふみお）。宮城県亘理郡逢隈村（現：亘理町）出身。2005年（平成17年）10月19日に肺ガンのため死去。81歳没。

## 概要
1960年代を中心に活躍。テンポの速いしゃべりに、レンズの入っていないロイド眼鏡を掛けたとぼけた味わいの東のボケと宮城のキレのあるツッコミで人気を博し、東京を代表する漫才師となった。ツカミは、宮城「私、宮城けんじ」、東「ボク、東けんじ」二人で「二人合わせて、Ｗけんじ！」、しゃべりを止めない東を宮城が叩くとワンテンポ遅れて東が「いてーなー」と言い、それに宮城が「遅いよ〜」とツッコミを入れる定番ギャグの他、「やんなっ！」「なっ！オー！」「バカだなっ！」などの流行ギャグを生み出し一世を風靡する。全盛期にはヘリコプターで移動して舞台を掛け持ちするほどの人気ぶりであった。
得意の演目は「愛染かつら」「ど忘れ物語」「調子いい物語」「娘の誕生日」などで、特に「愛染かつら」は十八番ネタ。医師の津村浩三役を宮城が、看護婦の高石かつ枝役を東が演じ、映画「愛染かつら」の主題歌「旅の夜風」に合わせた東の当て振りがウケた。特に東が得意とする、立ち位置から動かないでその場にいながら歩いているように見えるパントマイムを披露する場面は大ウケであった。
東は大の酒好き、宮城は大の博打好きで、舞台を降りると東は飲み屋へ、宮城は雀荘へと向かった。
浅草松竹演芸場には漫才協団幹部として定席にも出演。1980年4月上席より落語芸術協会に入会。また、東京演芸人の最高峰とされた日比谷・東宝演芸場の東宝名人会にも多数出演した。
コンビ結成40周年を目前にして東が死去したことによりコンビ解消。
2008年10月29日、東京漫才を顕彰する“東京漫才の殿堂”への殿堂入りが漫才協会によって発表された。

## 来歴
東けんじは中学卒業後に地元の東野鉄道に就職。元来の芸事好きが高じて駅員仲間を集めて素人劇団を結成したが、それを駅長にとがめられた事に腹を立て辞表を提出。サーカス団に入り「ヘンリー東」を名乗り、生まれつきの身体の柔らかさを生かしたパントマイムやアクロバット、または花形ピエロとしても活躍した。その後、地方回りのレビュー団を経て1955年（昭和30年）に玉川良一と漫才コンビ「Wコント」を結成。大阪に拠点を移し、千日前の大阪劇場やなんば花月等で活動。1956年（昭和31年）に三波伸介を加え「おとぼけガイズ」となった。三波が抜け再び「Wコント」に戻るも一年も経ずに解散し東京に戻る。所属する一映プロダクションの夏野偵三代表からの勧めで宮城を誘って1961年（昭和36年）4月に「Wけんじ」を結成。
宮城けんじは3歳の時に養子に入った巣鴨の家の隣が大都映画の撮影所であったことから、遊び場として出入りしているうちに7歳で子役としてデビュー。 大都映画の専属俳優から軽演劇界、新宿のムーランルージュを経て、歌手の春日八郎の専属司会を約10年勤める。「春日八郎ショー」で全国を回っていたある日、東から楽屋に電話があり、コンビ結成の誘いを受ける。東の死後はマセキ芸能社に移籍。落語芸術協会に所属するピンの漫談家として講演会を中心に活動。司会や漫談で活躍した。
コンビ結成後はキャバレー回りで漫才の腕を磨いた。普通の漫才では見向きもしないキャバレーの客の気を引くため、テンポ良く次々と多くのギャグを繰り出すことによって、Wけんじ特有のテンポの早い漫才が形成されていった。
その後、「大正テレビ寄席」の出演をきっかけに人気に火が着き、1日の平均睡眠時間が4〜5時間で休日無しという過密スケジュールに追われる超売れっ子漫才コンビとなった。

## 失踪事件
人気絶頂の1966年（昭和41年）6月13日、東が突如失踪し、大阪・ABCテレビの収録に穴を開け大問題となる。翌日、地元・栃木県の実妹宅にいるところをマネージャーに突きとめられ、15日には東京へ戻り所属事務所社長と宮城同席のもと釈明の記者会見を開いた。前夜の酒がもとで寝坊をして大阪行きの新幹線の時間に間に合わず、元来の内向的で小心者であった東は頭が混乱。「もうお終いだ」と思いこみ田舎に逃げたのが事の顛末であった。
この事件は大きな話題となり、牧伸二もウクレレ漫談「やんなっちゃった節」のネタにしている（1966年6月17日の報知新聞 「牧伸二のうくれれ週評」に掲載）。

## 「やんなっ！」由来
- 結成当初、東の奔放なアドリブに宮城も観客もついて行けないためコンビは行き詰まっていた。夏のある日、浅草の松竹演芸場で舞台出演中、漫才を終えて舞台を降りる際、ちっともまともにネタをしない東に腹を立てた宮城が、ツッコミで顎に張り手を当てると、汗っかきであった東の汗で手が滑り、東の喉を直撃。叩いた時に、逆ギレした東がアドリブで「やんなっ！」と絶叫。これが大ウケしたため、以後Ｗけんじの看板ギャグとして使用するようになった（「花王名人劇場　Ｗけんじ２５周年」より）。

- 本人たち曰く『これ（「やんなっ！」で2年持った。そのあとの「2人合わせてWけんじ、なっ！オー！」は1年。「ははっ！バカだなっ！」は半年。そのあとの「惜しかったなぁ！」は、やったときから誰も笑わなかった』そうである（「花王名人劇場　Wけんじ25周年」より）。

## 弟子
- Wモアモア（東城けん・東城しん）
- 東京二
- Wエースの谷エース
  - ニックス
  - Wリンダ（世界のうめざわ・赤江謙一）
  - ねづっち（元・Wコロン）
  - 馬王（元・エコギャング）
- Wチャンス（青木チャンス・斎藤チャンス）
- ザ・ゲタゲタ（ふじ健介・東京介のふじ健介と甘味けんじ）
- なんでんかんでん社長　川原ひろし

などがいる。
これら弟子等一派のことをW一門と呼ぶ。
人気ラーメン店「なんでんかんでん」の川原ひろし社長はラーメン店を経営する前はWけんじに師事し、前座歌手をしていたが、演歌を歌えず芸人に転向するよう勧められ、一時期、春日八郎など多く芸能人の司会もやっていた。
なお、Wけんじと同じ時期に活躍した大阪の漫才師・Wヤングや、ワタナベエンターテインメント所属のお笑いコンビ・Wエンジン（元「宴人」）などはW一門とは関連がない。また、ナイツはコンビ名を決める際、2人とも名前の読みが「のぶゆき」なので「Wノブユキ」にする事も考えたが、Wけんじの弟子と間違われそうなのでやめたというエピソードがある。

## 同門 （東喜代駒・駒千代門下）
- 都上英二・東喜美江
- 大空ヒット・三空ますみ
- 東ヤジロー・キタハチ

## エピソード
- 1954年9月26日未明、台風第15号が原因で沈没した洞爺丸に乗船予定だったが、乗船前に東が深酒で酔いつぶれてしまい宮城共々同便に乗り遅れたため、同沈没事故の難を免れた。

## 主な出演歴

### テレビ
- 「大正テレビ寄席」（NET）
- 「お好み演芸会」(NHK)
- 「ポリドール歌の遊覧船」番組司会　1965年（昭和40年）
- 「今週の花嫁花むこ」（ABC）番組司会　1965年（昭和40年）
- 「初詣!爆笑ヒットパレード」（フジテレビ）
- 「水戸黄門」（TBS）1966年（昭和41年）
- 「眠狂四郎」（フジテレビ）1967年（昭和42年）
- 「エプロンおばさん 第2期」（日本テレビ、1967年 - 1968年）（昭和42年・43年）
- 「大忠臣蔵」（NET）1971年（昭和46年）
- 「花王名人劇場 Wけんじリサイタル」（関西テレビ）1985年（昭和60年）
- 「元祖どっきりカメラ」（日本テレビ）

### ラジオ
- 「全国ファン歌謡ナイター」（TBSラジオ）
- 「サントリーキャラバン隊」（文化放送）1966年（昭和41年）
- 「らんまんラジオ寄席 Wけんじ特集」（TBSラジオ）2005年（平成17年）10月30日　宮城けんじ追悼記念として放送。

　　演目　「鈍感物語」1965年（昭和40年）収録／「ど忘れ物語」1979年（昭和54年）収録／「温泉問答」1995年（平成7年）収録

### 映画
- 「われらの友情」（松竹）1966年（昭和41年）
- 「あなたの命」（日活）1966年（昭和41年）
- 「落語野郎 大馬鹿時代」（東宝）1966年（昭和41年）
- 「落語野郎 大脱線」（東宝）1966年（昭和41年）
- 「新・事件記者 殺意の丘」（東宝）1966年（昭和41年）
- 「喜劇急行列車」（東映）1967年（昭和42年）
- 「喜劇団体列車」（東映）1967年（昭和42年）
- 「落語野郎 大爆笑」（東宝）1967年（昭和42年）
- 「落語野郎 大泥棒」（東宝）1967年（昭和42年）

### 舞台
- 「新春Wけんじとその一味」（大手町サンケイホール）1965年（昭和40年）〜
- 「三波春雄ショー」（歌舞伎座）1966年（昭和41年）
- 「モルガンお雪」（帝国劇場）1977年（昭和52年）
- 「アメリカ寄席」（アメリカ）1978年（昭和53年）
- 「Wけんじ一門会」（浅草松竹演芸場）1979年（昭和54年）
- 「Wけんじ漫才20周年記念特別公演」（東京・大阪・横浜・札幌・福岡・名古屋）1980年（昭和55年）

### 吹替
- テレビアニメ「怪獣王ターガン」（NET）悪役の声でゲスト出演
- ドキュメンタリー映画「ゼロ地帯をムシる／原題：Primitive London」（東京第一）1966年（昭和41年）日本語版ナレーション

## 受賞歴
1963年（昭和37年）：第11回 NHK新人漫才コンクール優勝

## レコード
A面「ダブ子ちゃん」／B面「おしかった」（作詞：丹古晴己／作曲：大本恭敬／編曲：小野崎孝輔）東芝レコード

## CD
- 爆笑競演集「ど忘れ物語」 (1996/11/01発売）キングレコード
- Laughin’ Vol.3「ど忘れ物語」（2003/02/21発売）ビクターエンタテインメント
- 澤田隆治が選んだ 爆笑！漫才傑作集（3）「娘の誕生日」（2004/12/22発売）コロムビアミュージックエンタテインメント
- 昭和の演芸「調子いい物語」 (2006/06/02発売）インディペンデントレーベル

## DVD
東京漫才傑作集 (2005/03/23発売）コロムビアミュージックエンタテインメント